# Liste der Sieger der Grand-Slam-Turniere (Herrendoppel-Rollstuhl)
Die Liste der Sieger der Grand-Slam-Turniere im Herrendoppel (Rollstuhl) listet alle Grand-Slam-Sieger bei den Rollstuhltennis-Herrendoppel seit 2004 auf. Das erste Grand-Slam-Turnier in dieser Wettbewerbsklasse wurde 2004 im Rahmen der Australian Open ausgetragen.

## Wettbewerbe
Farblegende: Grand Slam als Doppel
Grand Slam mit verschiedenen Partnern
| Jahr | Australian Open                  | French Open                       | Wimbledon                            | US Open                            |
| ---- | -------------------------------- | --------------------------------- | ------------------------------------ | ---------------------------------- |
| 2004 | Robin Ammerlaan Martin Legner    |                                   |                                      |                                    |
| 2005 | Robin Ammerlaan Martin Legner    |                                   | Michaël Jeremiasz Jayant Mistry      | Robin Ammerlaan Michaël Jeremiasz  |
| 2006 | Robin Ammerlaan Martin Legner    |                                   | Shingo Kunieda Satoshi Saida         | Robin Ammerlaan Michaël Jeremiasz  |
| 2007 | Robin Ammerlaan Shingo Kunieda   | Stéphane Houdet Michaël Jeremiasz | Robin Ammerlaan Ronald Vink          | Shingo Kunieda Satoshi Saida       |
| 2008 | Shingo Kunieda Satoshi Saida     | Shingo Kunieda Maikel Scheffers   | Robin Ammerlaan Ronald Vink          | Ausgefallen, Paralympics           |
| 2009 | Robin Ammerlaan Shingo Kunieda   | Stéphane Houdet Michaël Jeremiasz | Stéphane Houdet Michaël Jeremiasz    | Stéphane Houdet Stefan Olsson      |
| 2010 | Stéphane Houdet Shingo Kunieda   | Stéphane Houdet Shingo Kunieda    | Robin Ammerlaan Stefan Olsson        | Maikel Scheffers Ronald Vink       |
| 2011 | Shingo Kunieda Maikel Scheffers  | Shingo Kunieda Nicolas Peifer     | Maikel Scheffers Ronald Vink         | Stéphane Houdet Nicolas Peifer     |
| 2012 | Robin Ammerlaan Ronald Vink      | Frédéric Cattaneo Shingo Kunieda  | Tom Egberink Michaël Jeremiasz       | Ausgefallen, Paralympics           |
| 2013 | Michaël Jeremiasz Shingo Kunieda | Stéphane Houdet Shingo Kunieda    | Stéphane Houdet Shingo Kunieda       | Michaël Jeremiasz Maikel Scheffers |
| 2014 | Stéphane Houdet Shingo Kunieda   | Joachim Gérard Stéphane Houdet    | Stéphane Houdet Shingo Kunieda       | Stéphane Houdet Shingo Kunieda     |
| 2015 | Stéphane Houdet Shingo Kunieda   | Shingo Kunieda Gordon Reid        | Gustavo Fernández Nicolas Peifer     | Stéphane Houdet Gordon Reid        |
| 2016 | Stéphane Houdet Nicolas Peifer   | Shingo Kunieda Gordon Reid        | Alfie Hewett Gordon Reid             | Ausgefallen, Paralympics           |
| 2017 | Joachim Gérard Gordon Reid       | Stéphane Houdet Nicolas Peifer    | Alfie Hewett Gordon Reid             | Alfie Hewett Gordon Reid           |
| 2018 | Stéphane Houdet Nicolas Peifer   | Stéphane Houdet Nicolas Peifer    | Alfie Hewett Gordon Reid             | Alfie Hewett Gordon Reid           |
| 2019 | Joachim Gérard Stefan Olsson     | Gustavo Fernández Shingo Kunieda  | Joachim Gérard Stefan Olsson         | Alfie Hewett Gordon Reid           |
| 2020 | Alfie Hewett Gordon Reid         | Alfie Hewett Gordon Reid          | Ausgefallen, COVID-19-Pandemie       | Alfie Hewett Gordon Reid           |
| 2021 | Alfie Hewett Gordon Reid         | Alfie Hewett Gordon Reid          | Alfie Hewett Gordon Reid             | Alfie Hewett Gordon Reid           |
| 2022 | Alfie Hewett Gordon Reid         | Alfie Hewett Gordon Reid          | Gustavo Fernández Shingo Kunieda     | Martín de la Puente Nicolas Peifer |
| 2023 | Alfie Hewett Gordon Reid         | Alfie Hewett Gordon Reid          | Alfie Hewett Gordon Reid             | Stéphane Houdet Takashi Sanada     |
| 2024 | Alfie Hewett Gordon Reid         | Alfie Hewett Gordon Reid          | Alfie Hewett Gordon Reid             | Ausgefallen, Paralympics           |
| 2025 | Alfie Hewett Gordon Reid         | Alfie Hewett Gordon Reid          | Martín de la Puente Ruben Spaargaren |                                    |